# Joseph Hawkins (Politiker)
Joseph Hawkins (* 14. November 1781 in New York; † 20. April 1832 in Henderson, New York) war ein US-amerikanischer Rechtsanwalt und Politiker. Zwischen 1829 und 1831 vertrat er den Bundesstaat New York im US-Repräsentantenhaus.

## Werdegang
Joseph Hawkins wurde während des Amerikanischen Unabhängigkeitskrieges geboren. Er schloss seine Vorstudien ab. Hawkins studierte Jura. Nach dem Erhalt seiner Zulassung als Anwalt begann er in Henderson im Jefferson County zu praktizieren. Er ging auch landwirtschaftlichen Tätigkeiten nach.
Als Folge einer Zersplitterung der Demokratisch-Republikanischen Partei vor und während der Präsidentschaft von John Quincy Adams (1825–1829) schloss er sich der Anti-Jacksonian-Fraktion an. Bei den Kongresswahlen des Jahres 1828 wurde Hawkins im 20. Wahlbezirk von New York in das US-Repräsentantenhaus in Washington, D.C. gewählt, wo er am 4. März 1829 die Nachfolge von Rudolph Bunner und Silas Wright antrat. Er schied nach dem 3. März 1831 aus dem Kongress aus.
Am 20. April 1832 starb er in Henderson und wurde auf dem Clark Cemetery beigesetzt.